# Echinocereus stramineus
Echinocereus stramineus là một loài thực vật có hoa trong họ Cactaceae. Loài này được (Engelm.) F.Seitz mô tả khoa học đầu tiên năm 1870.

## Hình ảnh

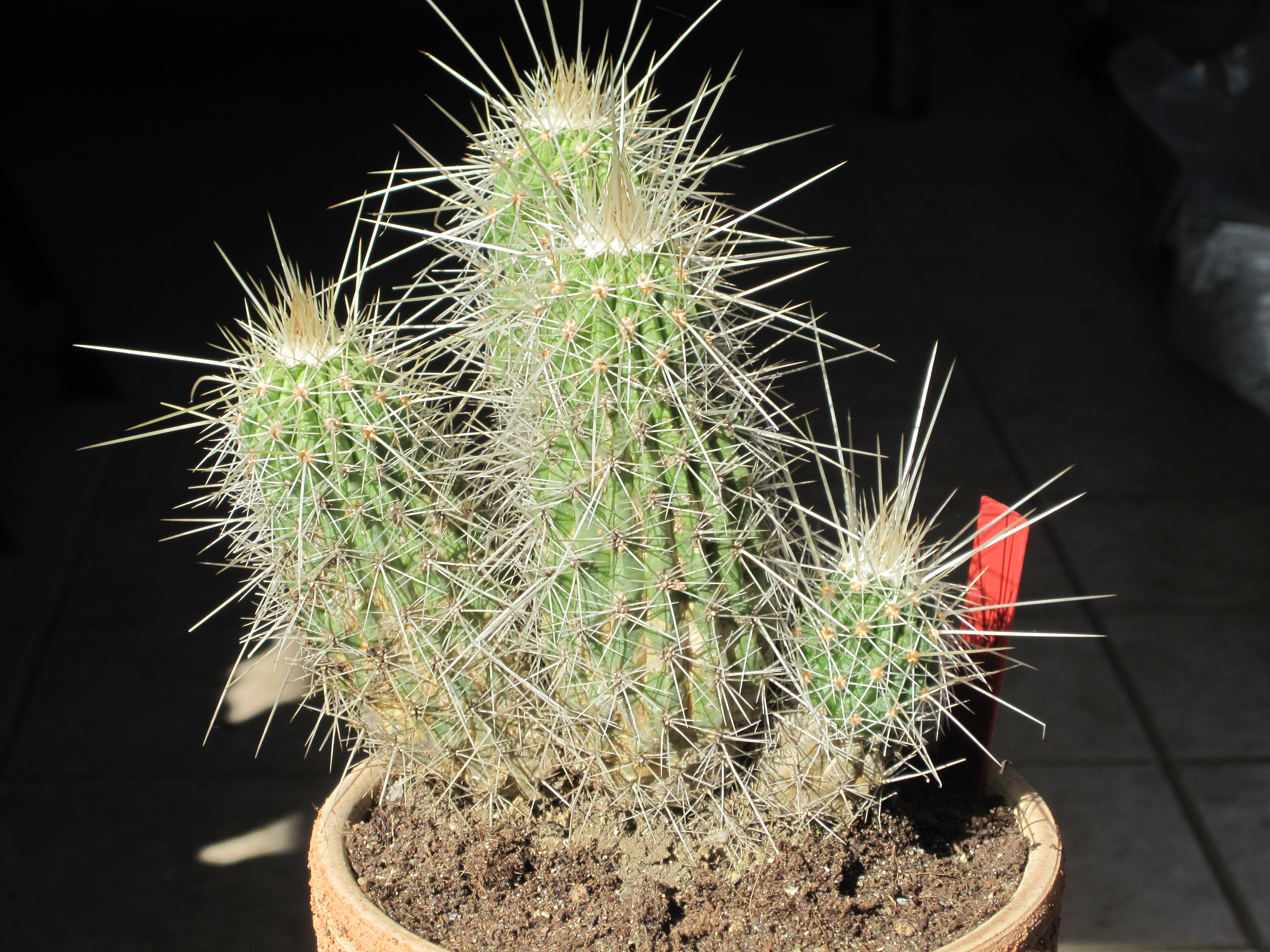
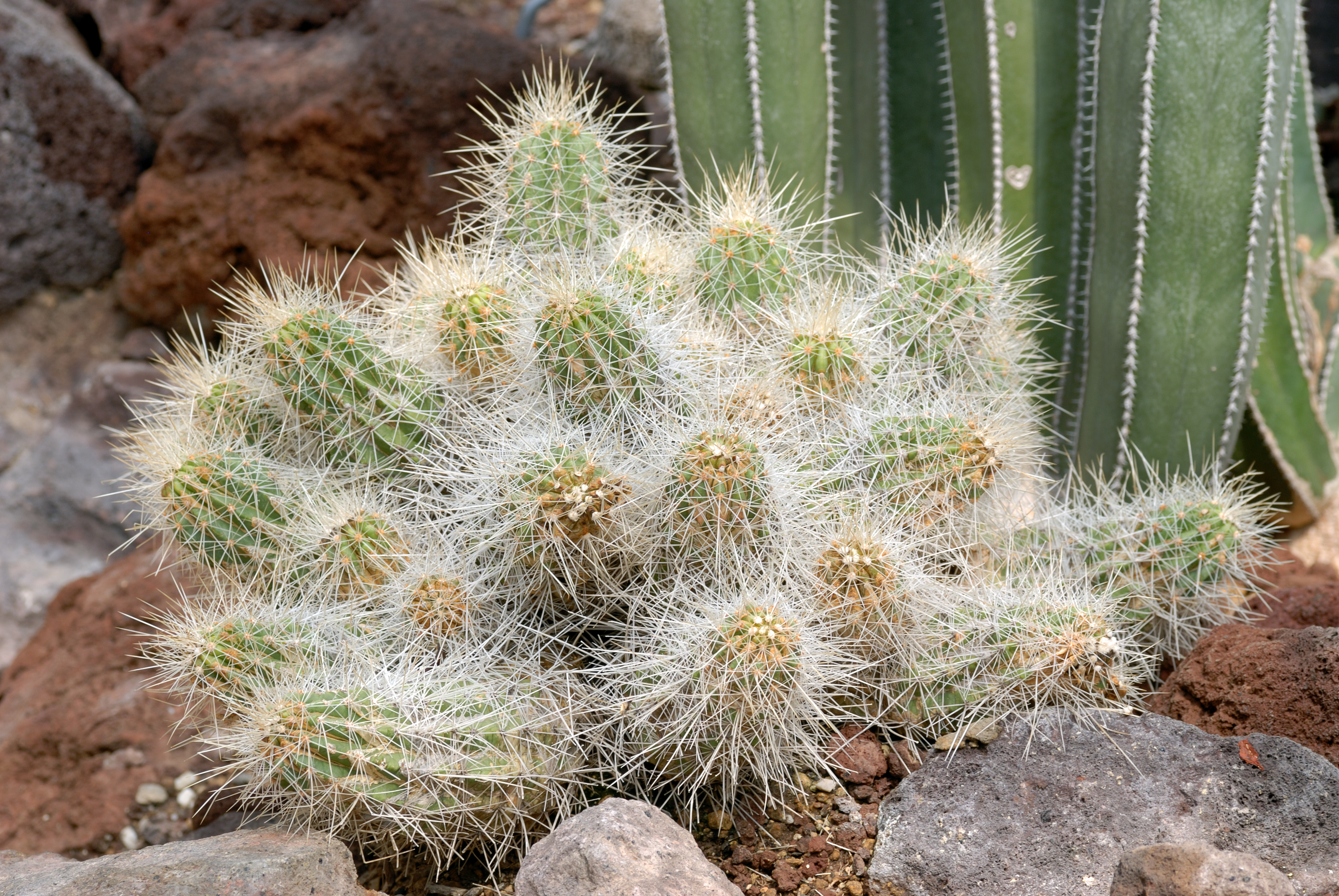
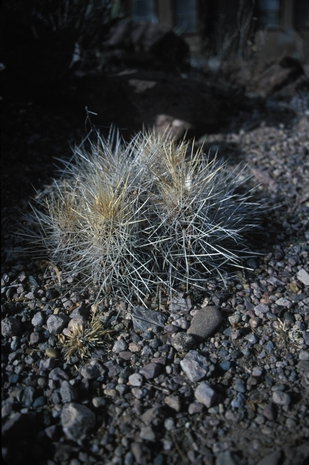
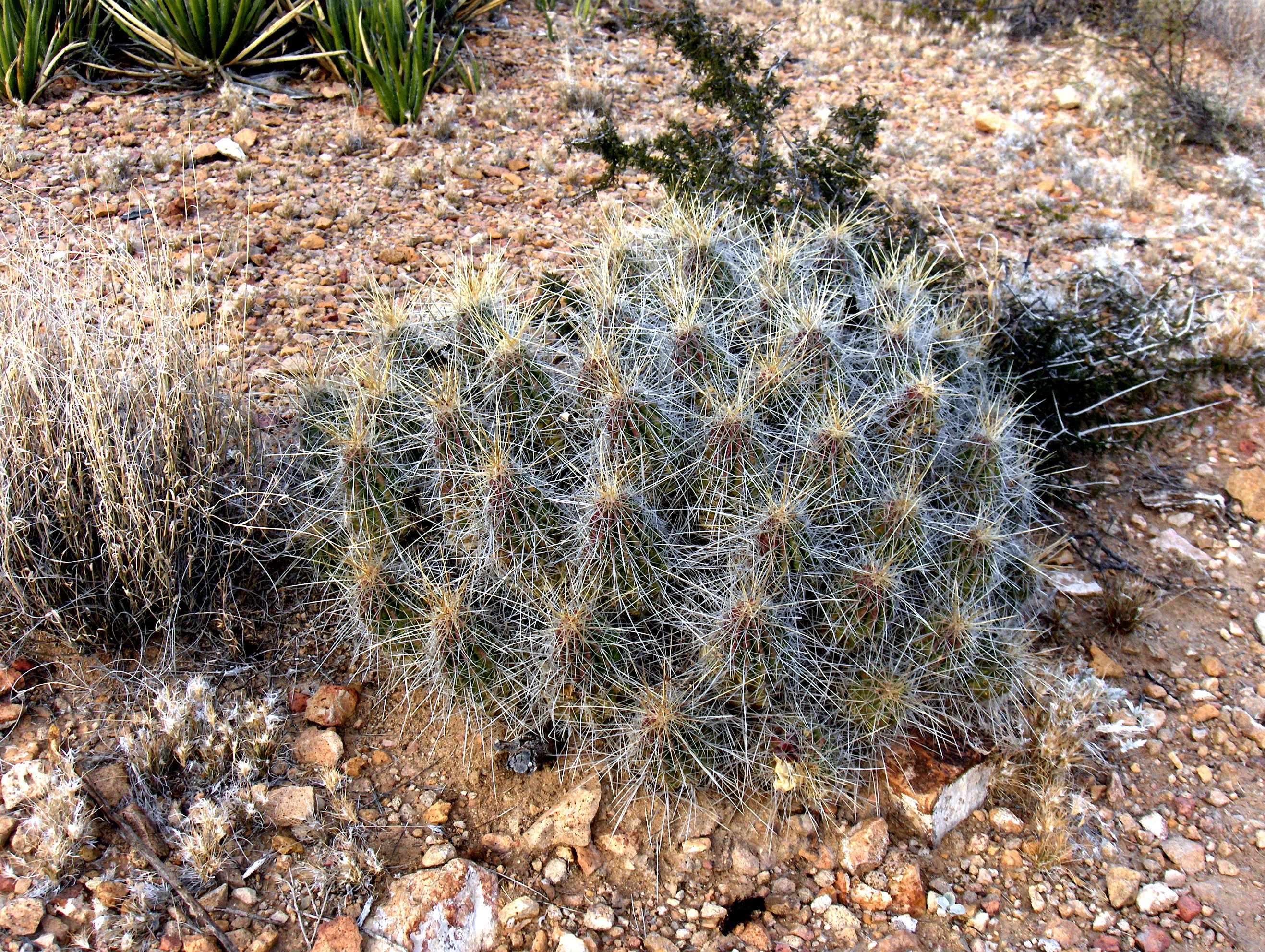